# 코나솔
주식회사 코나솔(KONASOL)은 특수 목적용 기계 제조업체이다.

## 역사
1990년 2월 명준산업으로 설립되어 2022년 3월 현재의 사명으로 변경하였으며, 2022년 6월 코넥스 시장에 신규 상장하였다.

## 사업
금속소재사업 및 나노유화 사업 등을 주요사업으로 영위하고 있다.

### 내용주
1. ↑  강윤근 사임 및 신규 각자대표선출